# Taipu (kommun)
Taipu är en kommun i Brasilien.   Den ligger i delstaten Rio Grande do Norte, i den östra delen av landet, 1 800 km nordost om huvudstaden Brasília. Antalet invånare är 11 836.
Följande samhällen finns i Taipu:
- Taipu

Omgivningarna runt Taipu är huvudsakligen savann. Runt Taipu är det ganska glesbefolkat, med 35 invånare per kvadratkilometer.